# ألان كامبل (عالم وراثة)
ألان كامبل (بالإنجليزية: Allan Campbell) هو عالم أحياء دقيقة وعالم وراثة أمريكي، ولد في 27 أبريل 1929، وتوفي في 19 أبريل 2018.